# Rebelde Way – Leb dein Leben
Rebelde Way – Leb dein Leben (Originaltitel Rebelde Way) ist eine argentinische Telenovela aus dem Jahre 2002. Produziert wurde die Telenovela von Cris Morena und vertrieben wurde sie durch DoriMedia. Die Regie übernahmen Martin Mariani, Cris Morena und Mauro Scandolari. Die Fernsehserie basiert auf einem Roman von Maque Lagos und Gloria Leguizamón. Produziert wurde sie von der Cris Morena Group S.A. und Yair Dori Communications. In Deutschland strahlte der Kinder- und Jugendsender Nick die Serie ab dem 6. Februar 2006 aus. Im Original umfasste die Serie 318 Folgen; aufgrund der Episodenlänge von rund 45 Minuten wurden die Folgen in der deutschsprachigen Ausstrahlung jedoch in zwei eigenständige Episoden von rund 22 Minuten Länge aufgeteilt. Neben Nick begann ab dem 29. Mai 2006 auch der ORF mit der Ausstrahlung im Nachmittagsprogramm von ORF 1. Zuletzt strahlte im deutschsprachigen Raum das Programmfenster Nick nach Acht die Serie aus, die Ausstrahlung endete am 3. August 2008, bis heute wurden nicht alle Episoden auf Deutsch ausgestrahlt.

## Handlung
Die vier Jugendlichen Marizza, Manuel, Mia und Pablo besuchen eine Elite-Kunstschule in Buenos Aires. Die vier sind zu Beginn recht verschieden, auch verstehen sie sich teilweise gar nicht. Erst im Laufe der Zeit lernen sie sich besser kennen und gründen sogar eine Band – Erreway.

## Figuren und Hintergrundinformationen

### Hauptfiguren

#### Pablo Bustamante
Pablo Bustamante (Benjamín Rojas) ist der Sohn des Bürgermeisters von Buenos Aires, wodurch er gewisse Privilegien genießt, unter anderem auch beim Direktor der Elite Way Schule (Marcel Dunoff), den Pablos Vater (Sergio Bustamante) mit Autos bestach, um die kleinen oder großen Missetaten seines Sohnes zu vertuschen. Im Grunde genommen ist Pablo ein netter Kerl, der immer ein offenes Ohr für seine Freunde hat, was am Anfang leider nicht oft zum Zuge kam, auf Grund der autoritären Erziehung seines Vaters. Er steht unter einem enormen Leistungsdruck, denn all seine Geschwister waren schon auf seiner jetzigen Schule und absolvierten sie hervorragend.
Er liebt es sich musikalisch zu betätigen, was seinem Vater sehr missfällt, da er seine berufliche Zukunft dadurch gefährdet sieht, welcher sich für ihn eine Karriere in der Politik wünscht. Pablo ist sehr gut mit Mía befreundet und von einigen an der Schule wurde es Anfangs als „Bestimmung“ betrachtet, dass die beiden zusammenkommen, da sie viel gemeinsam haben. Er ist an der Elite Way neben Manuel einer der begehrtesten Jungen. Weiterhin konnte er Manuel wie Marizza zu Beginn nicht leiden und behandelte besonders Manuel äußerst abschätzig und es kam immer wieder zu Auseinandersetzungen zwischen den beiden. Pablo war mit Vico liiert, wobei es ihm nicht wirklich recht war, dass ihre „Beziehung“ öffentlich wurde. Nach der Trennung von Vico verliebt er sich in Marizza, die seine Liebe erwidert, sie trennen sich jedoch später. Der deutsche Synchronsprecher von Pablo ist Wanja Gerick.

#### Marizza Pía Spirito
Marizza Pía Spirito (Camila Bordonaba) ist die Tochter des bekannten Models und Popstars Sonia Rey, die von ihren Mitschülern (vor allem den männlichen) angehimmelt wird. Am Anfang verstand sie sich nicht mit Mía, die sie für arrogant und „strohdumm“ hielt. Auch hielt sie nicht viel von deren Freunden, erst recht nicht von Pablo Bustamante, ihrem „Erzfeind“, sondern freundete sich mit Stipendiaten wie Luna, Luján oder anderen an. Marizza ist sehr aufmüpfig und frech, ist aber insgeheim, wenn man sie näher kennengelernt hat, sehr nett, freundlich und man erkennt, dass sie ausgesprochen clever ist. Außerdem ist sie auch sehr mutig und hat keine Probleme damit Regeln zu brechen, darunter auch junge Lehrer zu verführen, was aber nicht ohne Konsequenzen bleibt. Sie neigt zu einem sehr extrovertierten Kleiderstil, der sie sehr von Mia unterscheidet, die ihrerseits immer stilvoll, elegant und mädchenhaft angezogen ist.
Marizza hat ihren vermeintlich leiblichen Vater, einen berühmten italienischen Produzenten, erst ein paar Mal gesehen und beschloss erst auf die Elite Way Schule zu gehen, als das Jugendamt ihrer Mutter mitteilte, dass, wenn sie dort nicht hingehen würde, sie zu ihrem Vater nach Italien gehen müsste. Marizza liebt ihre Mutter sehr, was deutlich erkennbar auch auf Gegenseitigkeit beruht, aber während ihre Mutter es zeigt, beschimpft Marizza sie oft, meint es aber im Grunde nicht so.
Im Laufe der Serie erfährt sie, dass ihr Vater nicht ihr leiblicher Vater ist, was zu erheblichen Veränderungen führt. Wenig später verliebte sie sich in Pablo, der ihr seine Liebe gestand, als sie alleine waren. Er wollte ihr außerdem helfen, als ein Mitschüler namens Joaquin sie mit Mia betrog, in den sie sich vorher verliebte.
Die deutsche Synchronsprecherin von Marizza ist Tanya Kahana.

#### Mía Colucci
Mía Colucci (Luisana Lopilato) ist die verwöhnte Tochter des berühmten und reichen Geschäftsmannes Franco Colucci. Mía ist sehr hübsch und wird von fast allen Jungs der Elite Way Schule angehimmelt, was ihr bewusst ist und dazu führt, dass, wenn sie etwas erreichen möchte, sie gezielt ihre Reize einsetzt. Auch ist sie sozusagen die Gruppenanführerin der Mädchen an der Elite Way. Sie legt sehr viel Wert auf ihr Äußeres und betrachtet es als verwerflich Kleider mehr als dreimal anzuziehen. Sie ist sehr erpicht auf Höflichkeits- und Ausdrucksformen. Obwohl manche (darunter am Anfang auch Manuel und Marizza) Mía für dumm und arrogant halten, ist sie liebenswert, hilfsbereit und klug, was sie manchmal aber selbst durch ihr Getue vertuscht. Ein berühmter Satz, den Mía oft anwendet, ist: „Es ist so schwer ich zu sein.“.
Grund für ihr insgeheim mangelndes Selbstvertrauen ist unter anderem der Verlust ihrer Mutter, an die sie sich nicht erinnert, da sie noch sehr klein war, als diese starb. Weil ihr Vater aus Trauer fast nie über seine Frau sprach, fehlte Mía die Beziehung zu ihrer Mutter, was alle anderen in solch einem Alter haben. Mía besitzt nur ein einziges Foto, welches sie an ihre Mutter erinnert. Auf diesem Foto ist zu sehen, dass Mía das absolute Ebenbild ihrer Mutter ist, die zu Lebzeiten Model und eine sehr talentierte Schreiberin war. Sie dachte anfangs, dass ihr Vater nur nicht von seiner Frau sprach, weil er sie nicht liebte, doch es stellte sich heraus, dass er sie mehr als alles andere geliebt und vergöttert hat. Nun wird Mía genauso wie ihre Mutter von ihrem Vater behandelt.
Trotz aller Vorurteile von Außenstehenden hat Mía jedoch auch einen sehr guten Kern, was auch dadurch auffällt, dass sie sich um Lunas Freundschaft bemüht und probiert, sie in die Schule einzuführen. Weiterhin sagt sie: „Es kommt nicht darauf an, was jemand hat; es kommt auf sein Potenzial an.“ – was beweist, dass sie keinesfalls nur oberflächlich ist.
Ihr Erzfeind ist anfangs Manuel („blöder Azteke“, so Mía), der ihr bereits an seinem ersten Tag auffiel und zu dem sie sich hingezogen fühlte. Insgeheim haben sich beide ineinander verliebt, wollen es sich aber nicht eingestehen und Mía konnte es innerlich nicht akzeptieren, dass Manuel am Anfang (nicht aus Liebe von seiner Seite aus) mit ihrer besten Freundin Felicitas zusammen war und ließ ihre Unzufriedenheit an ihm aus, unter dem Vorwand, ihn nicht leiden zu können. Manuel und sie stritten sich heftigst, bis es zu Annäherungen und dem ersten Kuss kam. Jedoch verdrängten die beiden dies, um ihrer selbst und um den Willen von Felicitas. Schließlich kamen die beiden im Laufe der Serie zusammen. In der zweiten Staffel von Rebelde way, fahren sie sogar auf die Galapagos-Inseln.
Die deutsche Synchronsprecherin von Mia ist Jill Böttcher.

#### Manuel Aguirre
Manuel Aguirre (Felipe Colombo) ist ein gut aussehender Mexikaner und kam an die Elite Way, um sich an dem vermeintlichen Mörder seines Vaters, Franco Colucci, zu rächen. Anfangs wäre Manuel bei der Aufnahmeprüfung für die Stipendiaten fast nicht zugelassen worden, da dazu die Unterschrift eines Elternteils erforderlich war und Manuel ohne seine Mutter anreiste, da es finanzielle Nöte gab, doch durch einen Glücksfall schaffte er es doch in die Prüfung und bestand.
Als Manuel ziellos durch den Gang in der Schule lief, begegnete ihm dann zum ersten Mal Mia. Ohne zu wissen, dass diese die Tochter des vermeintlichen Mörders seines Vaters ist, fühlte er sich schon zu ihr hingezogen. Als er sich später nach der Aufnahmeprüfung nach ihr erkundigte („Diese schöne Blonde, hast du sie gesehen?“ – „Ach, du meinst bestimmt Mia.“ – „Mia? Mia Colucci?!“), verdrängte er sofort sein Interesse für sie und behandelte sie fortan auch so, als ob sie am Tod seines Vaters schuldig wäre. Da sich Mia das nicht gefallen ließ (auch sie verdrängt ihr Interesse nach seinem abweisenden Verhalten ihr gegenüber), gerieten die beiden immer wieder in Streit und wurden zu „Feinden“. Manuel fing folgend eine Beziehung mit Mias bester Freundin Felicitas an, aber nicht aus Liebe, was er später auch seinem besten Freund Nico gestand, sondern nur, um mehr über Mias Vater (Franco Colucci), an dem er sich für den Selbstmord seines Vaters rächen will, herauszufinden. Er glaubt nämlich, dass Colucci, der ein erfolgreicher Unternehmer ist, seinen Vater in den Selbstmord trieb. Als Felicitas ihn aber immer mehr bedrängt und sich immer eifersüchtiger und besessener von Manuel zeigt, versuchte er sich von ihr zu trennen, was ihm nicht gelang und er suchte schließlich Mias Hilfe. Seine weiteren Bemühungen, mit Hilfe Mías sich von ihr zu trennen, scheitern jedoch, da Felicitas sich als krankhaft anhänglich entpuppte und ihm mit ihrem Suizid drohte. Als er es schließlich schaffte sich von Felicitas zu trennen, kamen sich Mia und er (nach einigen anderen nicht erfolgreichen Versuchen, um den jeweils Anderen zu emotional zu verletzen) immer näher und schließlich kommen sie zusammen. Der deutsche Synchronsprecher von Manuel ist Julius Jellinek.

### Nebenfiguren

#### Felicitas „Feli“ Mitre
Felicitas „Feli“ Mitre ist die Mitbewohnerin und beste Freundin von Mia. Wie auch Mia ist sie mit Marizza verfeindet von der sie regelmäßig als „Wal und Elefant“ bezeichnet wird. Feli ist anfangs sehr schüchtern, was auf die lieblose Erziehung ihrer Mutter zurückzuführen ist, die sie auf Grund ihres Aussehens wie auch ihres Übergewichts beschimpfte und verspottete. Umso größer ist Felicitas’ Verwunderung, als Manuel Aguirre, der gut aussehende, höfliche Junge sich scheinbar für sie interessiert. Die beiden werden ein Paar und es stellt sich heraus, dass Feli Manuel mehr liebt, als es gut für sie ist. Sie wird abhängig von ihm und streitet sich aufgrund ihrer krankhaften Eifersucht mit Mía und beendet die Freundschaft. Als Manuel sich von ihr trennen will, droht sie mit Selbstmord. Da die Beziehung dem Untergang naht, beginnt sie mit Bulimie, um durch Gewichtsverlust Manuels Gunst zu gewinnen. Jedoch erfolglos; die Beziehung, die aus Manuels Seite nie aus Liebe entstand, endet. Später verliebt sie sich aber in Vicos älteren Bruder der ihre Liebe erwidert. Felicitas wird von Ángeles Balbiani dargestellt. Die deutsche Synchronsprecherin von Feli ist Marie-Luise Schramm.

#### Victoria „Vico“ Paz
Victoria „Vico“ Paz ist Mias zweite beste Freundin. Sie ist eine Stipendiatin und am Anfang mit Pablo zusammen. Da dieser aber wenig Zeit für sie hat und sie vernachlässigt, beginnt sie eine Beziehung mit Tomás um sich an Bustamante zu rächen. Vico neigt dazu, sich an alle „süßen“ Jungs ranzuschmeißen und führt sogar Protokoll über diejenigen, die sie schon rumgekriegt hat. Ihren Worten nach will sie erst einen langfristigen Partner, wenn sie schon 300 hatte. Später, als Pablo die Sache mit Tomás und Vico herausfindet, rächt er sich wiederum an ihr und ein Artikel in der Schülerzeitung erscheint, in der Vico als Schlampe bezeichnet wird. Da der Direktor auch ein Exemplar dieser Schülerzeitung bekommt, wird Vico schließlich von der Schule verwiesen, jedoch wird sie durch einen, von Mía, angezettelten „Aufstand“ wieder an der Schule aufgenommen. Weiterhin ist Vico sehr selbstsüchtig, gehässig und lästert heimlich hinter dem Rücken Mias. Doch zu ihrem Glück ist Mia zu gutherzig, um Vico böse zu sein. Vico wird von Victoria Maurette dargestellt. Die deutsche Synchronsprecherin von Vico ist Julia Kaufmann.

#### Tomás „Tommy“ Ezcurra
Tomás „Tommy“ Ezcurra ist Pablos bester und ältester Freund. Als er sich in Vico verliebt und eine Beziehung mit ihr anfängt, verliert er seinen besten Freund; eine Aussprache artet sogar in Gewalttätigkeit seitens Pablo aus, woran Pablos Vater Schuld trägt. Tomás hat große Schuldgefühle und wünscht sich Pablo wieder als seinen Freund zurück. Im Verlauf der Serie kommt er mit Pilar zusammen. Tomás wird dargestellt von Jorge „Coco“ Maggio. Der deutsche Synchronsprecher von Tomás ist Tobias Müller.

#### Guido Lassen
Guido Lassen ist einer der Neuen der Elite-Way-Schule und unsterblich in Mia verliebt. Er ist selbstbewusst und von sich und seinen Künsten im Umgang mit Frauen überzeugt. Er kommt aus einer der Familien, die etwas über den Mittelstand steht, einer Metzgerfamilie. Guido hat einen sehr schleimigen und auch etwas anhänglichen Charakter und hat kaum Freunde. Er wird auch von Mia ignoriert, doch ist er zu sehr von sich überzeugt, um dies zu bemerken. Gerüchten zufolge, soll Guido zu der Loge gehören und darf nicht an der Schule bleiben, so wie die anderen Mitglieder der Loge, aber seine Freunde Pablo und Tomas wollten, dass er bleibt. Guido wird dargestellt von Diego Mesaglio.

#### Luján Linares
Luján Linares ist Marizzas beste Freundin und dem Anschein nach eine der Stipendiaten. Später sagt ihr Direktor Dunoff, dass sie keine ist und ihr jemand etwas Gutes tun will. Doch Lujan will keine Almosen. Sie ist sehr burschikos und löst Probleme meistens mit der Faust. Sie kann sehr grob und forsch, aber auch hilfsbereit und nett sein. Luján versucht rauszufinden, wer ihr den Platz an der Schule („Internat“) verschafft hat, da sie aus dem Waisenhaus kam und niemanden gehabt hatte. Später wird sie von Sonia Rey, Marizzas Mutter adoptiert. Sie wird im Laufe der Serie zu Marcos Freundin. Luján wird dargestellt von Jazmín Beccar Varela. Die deutsche Synchronsprecherin von Lujan ist Yasmin Canli.

#### Marcos Aguilar
Marcos Aguilar ist ein sehr guter Schüler und der ewig Gepiesackte der Klasse. Er gilt als Streber und hat nicht viele Freunde ist jedoch sehr nett und hilfsbereit. Durch ein Missverständnis dachte er Anfangs, dass Marizza etwas für ihn empfindet und versuchte dies zu erwidern; später kommt er mit der impulsiven und dominanten Lujan zusammen. Marcos wird dargestellt von Diego García.

#### Luna Fernández
Luna Fernández ist auch eine beste Freundin von Mía („Sie ist wie eine richtige Prinzessin“, schwärmt Luna) und kommt aus eher bescheideneren Verhältnissen. Sie ist herzensgut und aufopfernd. Luna hat eine schwerkranke kleine Schwester (Flor) und ein schwieriges Verhältnis zu ihrer Mutter, die sich ausschließlich um ihre kleine Tochter kümmert. Luna wohnt im selben Zimmer mit Marizza und Luján, mit denen sie sich sehr gut versteht. Dies wird auch zu Problemen führen, da Marizza und Mía sich nicht ausstehen können und Luna immer in der Mitte steht. Luna ist ebenfalls Stipendiatin und in Nicolás Provenza verliebt, einen anderen Stipendiaten, davor war sie in Manuel verliebt. Deren Beziehung steht jedoch unter einem schlechten Stern, da Nico Jude ist und sie katholisch, was Nicos religiöser Mutter sehr missfällt. Luna wird dargestellt von Georgina Mollo. Die deutsche Synchronsprecherin von Luna ist Magdalena Turba.

#### Nicolás „Nico“ Provenza
Nicolás „Nico“ Provenza ist Manuels bester Freund und Zimmergenosse. Er ist eher ängstlich und schüchtern, also das genaue Gegenteil von Manuel. Nicolás ist Jude, was er verheimlicht. Seinem Vater gehört eine Disco. Sein Vater erkrankt später und muss schließlich operiert werden. Nico wird sozusagen der Produzent der Gruppe „Erreway“. Nico wird dargestellt von Guillermo Santa Cruz. Der deutsche Synchronsprecher von Nico ist Nico Mamone.

#### Pilar Dunoff
Pilar Dunoff ist die Tochter des Direktors der Elite-Way-Schule und besucht diese ebenfalls. Unter ihren Mitschülern ist sie eher unbeliebt, da sie durch ihren Vater bevorzugt wird und jeder denkt, dass sie die Untaten der Mitschüler an ihren Vater verrät. Sie hat keine Freunde und ist die Schreiberin der Schülerzeitung. Sie ist neugierig, hinterlistig und berechnend. Durch die Zeitung will sie sich an ihren Mitschülern rächen. Einst war sie unglücklich in Tomás verliebt. Pilar wird dargestellt von Micaela Vázquez.
Die deutsche Synchronsprecherin von Pilar ist Monika Noltensmeier.

#### Joaquín Arias Parrondo
Joaquín Arias Parrondo ist ein gutaussehender Junge, der zwischen der vierzigsten und der fünfzigsten Folge an die Elite Way Schule kommt. In dem Büro des Direktors lernt er Marizza kennen, mit der er ab diesem Zeitpunkt viel Zeit verbringt. Was diese jedoch nicht weiß, ist, dass er mit ihr und Mia, die sich sehr um den neuen Schüler bemüht, ein falsches Spiel spielt. Joaquín wird dargestellt von Gastón Grande. Die deutsche Synchronstimme von Joaquin ist Konrad Bösherz.

#### Sonia Rey
Sonia Rey ist Marizzas Mutter und berühmt als Model und Schauspielerin. Sonia läuft immer sehr freizügig rum und ist unter den Schichten ihres Make-Ups hübsch. Niemand kennt ihr wahres Alter, nur sie selbst und Marizza, die immer damit droht, es der Öffentlichkeit zu verraten. Sonia liebt ihre Tochter sehr, was sie auch immer sehr offen zeigt, im Gegensatz zu Marizza. Sonia wird dargestellt von Catherine Fulop.

#### Franco Colucci
Franco Colucci ist ein bekannter und reicher Modedesigner und Mías Vater. Er liebt seine Tochter sehr, da sie das Einzige ist, was er noch an Familie hat und weil sie ihrer Mutter sehr ähnlich sieht. Er spricht fast nie über seine verstorbene Frau, da es anscheinend traurige Erinnerungen in ihm weckt und er sie immer noch über alles liebt. Er verwöhnt seine Tochter sehr, kann Manuel, den Mía anfangs verabscheut, jedoch sehr gut leiden, da er ihn als fleißig und ehrgeizig sieht. Am Anfang streiten er und Sonia Rey sich oft, auch aufgrund ihrer Töchter, kommen sich aber im Laufe der Serie näher. Franco wird dargestellt von Martín Seefeld. Der deutsche Synchronsprecher von Franco Colucci ist Hubertus Bengsch.

#### Marcel Dunoff
Marcel Dunoff ist der Direktor der Elite Way Schule. Er ist schmierig und schmeichelt gerne Leuten, die reich oder höher gestellt sind als er, so auch dem Bürgermeister von Buenos Aires, von dem er sogar ein Auto bekommt. Auch versucht er seiner Tochter beizubringen, auch diese schmierige Art von ihm zu übernehmen, um bei den Kindern der reichen Leute Kontakte zu schließen. Er hatte einst eine Liebesbeziehung mit Sonia Rey, Marizzas Mutter. Marcel wird dargestellt von Arturo Bonín.
Der deutsche Synchronsprecher von Marcel Dunoff ist Michael Pan.

#### Santiago Mancilla
Santiago Mancilla ist der Ethik-Lehrer. Er war selbst einst Schüler an der Elite Way Schule. Er hat in Europa studiert. Als er nach Argentinien zurückkam, ging er als Lehrer an die Elite Way Schule.
Santiago wird dargestellt von Fernán Mirás.

#### Sergio Bustamante
Sergio Bustamante ist Pablos herrschsüchtiger Vater und Bürgermeister von Buenos Aires. Er verlangt von Pablo genauso zu sein wie er: korrupt, böse und berechnend.
Sergio wird dargestellt von Boy Olmi.

#### Gloria
Gloria (Nachname unbekannt) ist die Sekretärin von Marcel Dunoff. Sie ist sehr neugierig. Jedoch kann sie auch sehr kalt und stur sein. Marizza schafft es jedoch immer wieder, wichtige Informationen aus Gloria herauszukitzeln. Gloria wird von Maria Roji dargestellt. Die deutsche Synchronsprecherin von Gloria ist Elena Galindo.

## Organisationen der Elite-Way-Schule

### Die Tanzgruppe
Da die Elite Way ja eine Schule ist, die sich unter anderem auch auf Kunst und Musik spezialisiert, gehört zu ihr auch eine allseits berühmte Tanzgruppe, die schon seit Jahren von Mía Colucci geleitet wird und in der hauptsächlich hübsche Mädchen tanzen. Als Marizza in diese Gruppe eintreten will, wird ihr das von Mía vorenthalten, da die beiden sich anfangs nicht leiden konnten. Schließlich wird die Tanzgruppe vorerst gespalten in die Tanzgruppe von Mía und die Tanzgruppe von Marizza. Doch am Ende gibt es doch nur eine und Mia wird von dieser ausgeschlossen.

### Die Loge
Die Loge ist eine inoffizielle Organisation, die schon seit dem Beginn der Elite Way besteht. Sie ist grausam und brutal und sortiert durch Drohungen und gewalttätige Aktionen die Stipendiaten aus der Schule aus. Auch tauchen die Mitglieder der Loge immer maskiert und geheim auf, wenn überhaupt. Das Ziel der Loge ist es, die Schule rein von Schülern zu halten, die aus sozialen Unterschichten kommen und dazu noch auffällig durch ihre Persönlichkeit oder durch ihr Tun sind. Manuel Aguirre wird von der Loge bedroht und geschlagen, da er einer von diesen Kandidaten ist, die die Loge nicht in der Schule haben will. Da er sich weigert, die Schule zu verlassen, wird auch sein bester Freund Nicolás Provenza verprügelt, doch die beiden geben nicht auf und sammeln Informationen über die Loge, um diese Organisation zu enthüllen und aufzulösen. Früher hieß die Loge auch Die schwarze Hand.

## Besetzung

### Synchronisation
Für das Dialogbuch war Thomas Maria Lehmann verantwortlich.

### Hauptdarsteller
| Rolle                                 | Darsteller       | Staffel | Erstausstrahlung in Argentinien | Deutscher Synchronsprecher |
| ------------------------------------- | ---------------- | ------- | ------------------------------- | -------------------------- |
| Pablo Bustamante                      | Benjamín Rojas   | 1–2     | 2002–2003                       | Wanja Gerick Simon Mehlich |
| Manuel Aguirre                        | Felipe Colombo   | 1–2     | 2002–2003                       | Julius Jellinek            |
| Mía Colucci                           | Luisana Lopilato | 1–2     | 2002–2003                       | Jill Böttcher              |
| Marizza Pia Spirito (Marizza Andrade) | Camila Bordonaba | 1–2     | 2002–2003                       | Tanya Kahana               |

### Nebendarsteller
| Rolle                   | Darsteller            | Staffel | Erstausstrahlung in Argentinien | Deutscher Synchronsprecher       |
| ----------------------- | --------------------- | ------- | ------------------------------- | -------------------------------- |
| Luna Fernández          | Georgina Mollo        | 1       | 2002                            | Magdalena Turba                  |
| Joaquín Arias Parrondo  | Gastón Grande         | 1       | 2002                            | Konrad Bösherz                   |
| Nicolás „Nico“ Provenza | Guillermo Santa Cruz  | 1       | 2002                            | Nico Mamone                      |
| Santiago Mansilla       | Fernán Miras          | 1       | 2002                            |                                  |
| Mora                    | Paula Pourtale        | 1       | 2002                            |                                  |
| Sandra                  | Susana Ortiz          | 1       | 2002                            |                                  |
| Lulú                    | Carolina Ardohain     | 1       | 2002                            |                                  |
| Nacho                   | Agustin Sierra        | 1       | 2002                            |                                  |
| Flor Fernández          | Nadia Di Cello        | 1       | 2002                            |                                  |
| Maxi                    | Matthew Wutheron      | 1       | 2002                            |                                  |
| Felicitas „Feli“ Mitre  | Ángeles Balbiani      | 1–2     | 2002–2003                       | Marie-Luise Schramm Nadja Becker |
| Luján Lineares          | Jazmín Beccar Varela  | 1–2     | 2002–2003                       | Yasmin Canli Ann Vielhaben       |
| Victoria „Vico“ Paz     | Victoria Maurette     | 1–2     | 2002–2003                       | Julia Kaufmann Wilma Elles       |
| Marcos Aguilar          | Diego García          | 1–2     | 2002–2003                       |                                  |
| Tomás „Tommy“ Ezcurra   | Coco Maggio           | 1–2     | 2002–2003                       | Tobias Müller                    |
| Guido „Café“ Lassen     | Diego Mesaglio        | 1–2     | 2002–2003                       |                                  |
| Pilar Dunoff            | Micaela Vázquez       | 1–2     | 2002–2003                       | Monika Noltensmeier              |
| Diego Urcola            | Diego Child           | 1–2     | 2002–2003                       |                                  |
| Belen Menendez Pacheco  | Belén Scalella        | 1–2     | 2002–2003                       |                                  |
| Sonia Rey               | Catherine Fulop       | 1–2     | 2002–2003                       |                                  |
| Franco Colucci          | Martín Seefeld        | 1–2     | 2002–2003                       | Hubertus Bengsch                 |
| Marcel Dunoff           | Arturo Bonín          | 1–2     | 2002–2003                       | Michael Pan                      |
| Hilda Acosta            | Hilda Bernard         | 1–2     | 2002–2003                       |                                  |
| Blas Heredia            | Pablo Heredia         | 1–2     | 2002–2003                       |                                  |
| Sergio Bustamante       | Boy Olmi              | 1–2     | 2002–2003                       |                                  |
| Claudia                 | Carolina Vespa        | 1–2     | 2002–2003                       |                                  |
| Gloria                  | María Roji            | 1–2     | 2002–2003                       | Elena Galindo                    |
| Cosme Lassen            | Héctor Malamud †      | 1–2     | 2002–2003                       |                                  |
| Fabrizio Spirito        | Marcelo Alfaro †      | 1–2     | 2002–2003                       |                                  |
| Dolores „Lola“ Arregui  | Lis Moreno            | 2       | 2003                            |                                  |
| Francisco Blanco        | Francisco Bass        | 2       | 2003                            |                                  |
| Laura Arregui           | Mariana Seligmann     | 2       | 2003                            |                                  |
| Bianca Delight'         | Débora Cuenca         | 2       | 2003                            |                                  |
| Fernanda Peralta Ramos  | Fernanda Neil         | 2       | 2003                            |                                  |
| Juan                    | Juan Manuel Guilera   | 2       | 2003                            |                                  |
| Daniel Danvers          | Rodrigo Fraga         | 2       | 2003                            |                                  |
| Sol Rivarola            | Inés Palombo          | 2       | 2003                            |                                  |
| Rocco Fuentes Echagüe   | Piru Sáez             | 2       | 2003                            |                                  |
| Javier Alanís           | Mariano Bertolini     | 2       | 2003                            |                                  |
| Dante                   | Elias Viñoles         | 2       | 2003                            |                                  |
| Gonzalo „Lalo“ Rosada   | Amilcar Machado       | 2       | 2003                            |                                  |
| Martín/Octavio Andrade  | Miguel Ángel Cherutti | 2       | 2003                            |                                  |
| Andrés Vazquez          | Fabián Mazzei         | 2       | 2003                            |                                  |
| Mónica „Michi“          | Mirta Wons            | 2       | 2003                            |                                  |
| Matías Miranda          | Frederico D’Elía      | 2       | 2003                            |                                  |

### Gastdarsteller
| - Agustina Dantiacq als Paula - Ludovico Di Santo als Camilo - Sabrina Garciarena als Luz - Daniela Nirenberg als Tatiana - Adriana Salonia als Mércedes - Malena Solda als Renata Miguens - Antonio Caride als Vater von Tomás - Connie Marino als Mutter von Felicitas - Roberto Antier als Sportlehrer - Monica Santibañez als Großmutter von Luna - Marisel Antonione als Lehrerin - Adolfo Yanelli als Ernesto - Claudia Carpena als Mutter von Marcos - Jorge Barreiro (†) als Hilario - Viviana Saez als Alicia - Tommy Dunster als Lucas - Ruben Green (†) als Mauricio - Irene Almus als Ayerza - Esteban Pérez als Simon - Elsa Pataki als Estrella | - Ana Barata als Ana - Anahi Martella als Mutter von Guido - Aldo Pastur als Gustavo - Dario Lopilato als Cholo - Emilia Attias als Celeste - Soledad Fandiño als Consuelo - Nicolás Maiques als Máximo - Gimena Accardi als Sabrina Guzmán - Leonardo Centeno als Andy - Valeria Lorca als Mutter von Rocco - Silvina Bosco als Mutter von Sol - Edda Bustamante als Mutter von Vico - Juan Ponce de Leon als Mauro - Claudia Rucci als Mutter von Javier - Christian Sancho als Mathematiklehrer - Fabio Aste als Walter - Roger González als Lisandro |

## Erreway 4 Caminos
Der 2002 veröffentlichte Kinofilm Erreway 4 Caminos handelt, wie die Serie vom Werdegang der gegründeten Band Erreway. Viele in der Serie vorhandene Gegebenheiten (z. B. der gleiche Geburtstag Mias und Marizzas) finden in der Filmversion keine Berücksichtigung.

## Veröffentlichungen

### Deutschland
In Deutschland erschienen die ersten 25 Episoden der Serie am 28. September 2007 in einer 4-Disc umfassenden DVD-Box.

## Adaptionen
Da Rebelde Way so erfolgreich war, entschloss sich die Produzentin Cris Morena, Versionen von Rebelde Way auch in anderen Ländern zu produzieren. Dazu gehören u. a. Mexiko mit Rebelde (2004–2006) und Portugal mit einer gleichnamigen Version, die vom portugiesischen Fernsehsender SIC 2008–2009 ausgestrahlt wurde, sowie eine indische Version namens REMIX (2004–2006). Aus der mexikanischen Version ging die Popband RBD hervor, die von 2004 bis 2009 Bestand hatte und 2007 mit RBD: La Familia eine eigene Sitcom erhielt. Mit Rebelde – Jung und rebellisch entstand 2022 eine mexikanische Dramaserie, die als Fortsetzung eine neue Generation von Schülern zeigt.